# Гнус
Гнус — совокупность кровососущих двукрылых насекомых. Видовой состав и численность гнуса зависят от ландшафтно-географических и климатических условий, времени года.

## Гнусом считаются
- комары
- мошки
- мокрецы
- москиты
- слепни
- мухи цеце
- осенняя жигалка

## Распространение
Гнус наиболее распространён в тундре и лесах (москиты — в пустынях и полупустынях). Особенно многочислен вблизи открытых слабопроточных водоёмов, на болотах и вокруг них, поскольку личинки и куколки многих из этих насекомых развиваются в воде. Местами обитания неполовозрелых фаз развития москитов являются норы грызунов и мусор. Самки осенней жигалки (Stomoxys calcitrans) в большинстве случаев откладывают яйца в навоз.
Слюна гнуса оказывает раздражающее действие, вызывая зуд, жжение, воспаление кожи. Кроме того, насекомые, входящие в группу «гнус», могут переносить возбудителей многих опасных болезней человека и животных.

## Защита
Для людей, чья производственная деятельность связана с работой в таких местах, где гнус особенно активен, борьба с этим явлением представляет важную задачу. А само явление расценивается как грозное бедствие. Одним из средств, позволяющих облегчить работу в условиях, где гнус представляет большую угрозу, служит сетка Павловского. Предложенная в 1938 году E. Н. Павловским, Г. С. Первомайским и К. П. Чагиным, она нашла широкое использование в войсках, а также у геологов, лесорубов, топографов, на Дальнем Востоке и в других регионах, где гнус представляет серьёзную угрозу.